# Conclave del dicembre 1187
Il conclave del dicembre 1187 venne convocato a seguito del decesso di papa Gregorio VIII. Ne uscì eletto il cardinale Paolo Scolari, che prese il nome di papa Clemente III.

## Antefatti
Papa Gregorio VIII morì a Pisa il 17 dicembre 1187, terminando così un pontificato durato solo un mese e ventisette giorni. Nei due giorni successivi al suo decesso i cardinali presenti al suo letto di morte iniziarono le procedure per l'elezione del successore. L'elezione ebbe luogo alla presenza del console romano Leo di Monumento. Al primo scrutinio dei voti risultò eletto il cardinale vescovo di Ostia, Teodobaldo di Vermandois, O.S.B.Clun., che tuttavia rifiutò la carica. Il secondo scrutinio vide la convergenza unanime del Sacro Collegio sulla persona del cardinale Paolo Scolari, vescovo di Palestrina e arciprete della Basilica Liberiana. Egli accettò la carica assumendo il nome di papa Clemente III.
Il 7 gennaio 1188 egli venne solennemente incoronato dal cardinale protodiacono Giacinto Bobone Orsini, cardinale diacono di S. Maria in Cosmedin.

## Il Collegio cardinalizio
Alla data il Sacro Collegio contava 20 cardinali, di cui 9 presenti ed 11 assenti.
Altre fonti invece danno il Sacro Collegio composto allora da 32 porporati di cui 11 non partecipanti all'elezione. L'elenco seguente invece, seppur velato di alcune incertezze circa l'effettiva presenza, segue la lista riportata da Ciaconio-Aldoino

### Cardinali partecipanti
| Nome                                  | Luogo di nascita             | Titolo cardinalizio                             | Ruolo                                                                                             | Nascita  | Concistoro |
| ------------------------------------- | ---------------------------- | ----------------------------------------------- | ------------------------------------------------------------------------------------------------- | -------- | ---------- |
| Konrad von Wittelsbach                | Ducato di Baviera            | Cardinale vescovo di Sabina                     | Decano del collegio cardinalizio; Arcivescovo metropolita di Magonza; Arcicancelliere di Germania | 1125     | 11/1163    |
| Giacinto di Pietro di Bobone          | Stato Pontificio             | Cardinale diacono di Santa Maria in Cosmedin    | Cardinale protodiacono; futuro papa Celestino III nel 1191                                        | 1106     | 02/1144    |
| Rolando Paparoni                      | Repubblica di Pisa           | Cardinale diacono di Santa Maria in Portico     | Vescovo di Dol                                                                                    |          | 03/1185    |
| Paolo Scolari                         | Stato Pontificio             | Cardinale vescovo di Palestrina                 | Arciprete della Basilica Liberiana; eletto papa                                                   | 1130     | 09/1179    |
| Teodobaldo di Vermandois, O.S.B.Clun. | Regno di Francia             | Vescovo di Ostia e di Velletri                  | Abate di Cluny                                                                                    | 1110 ca. | 03/1171    |
| Ottaviano Poli dei conti di Segni     | Stato Pontificio             | Cardinale diacono dei Santi Sergio e Bacco      | Legato pontificio emerito in Inghilterra                                                          |          | 06/1182    |
| Ridolfo Nigelli                       | Repubblica di Pisa           | Cardinale diacono di San Giorgio in Velabro     | Legato pontificio                                                                                 |          | 03/1185    |
| Giovanni dei Conti di Anagni          | Stato Pontificio (Benevento) | Cardinale presbitero di S. Marco                |                                                                                                   | 1120 ca. | 02/1159    |
| Laborante di Panormo                  | Repubblica di Firenze        | Cardinale presbitero di S. Maria in Trastevere  | Magister in Diritto Canonico                                                                      | 1123 ca. | 03/1171    |
| Andrea Bobone                         | Stato Pontificio             | Cardinale diacono di Sant'Angelo in Pescheria   | Legato pontificio in Francia                                                                      |          | 12/1182    |
| Pandolfo da Lucca                     | Repubblica di Lucca          | Cardinale presbitero dei Santi XII Apostoli     | Magister in diritto canonico                                                                      | 1140 ca. | 06/1182    |
| Pietro Diana                          | Piacenza                     | Cardinale diacono di San Nicola in Carcere      | Legato pontificio in Lombardia                                                                    |          | 03/1185    |
| Soffredo Errico Gaetani               | Pistoia                      | Cardinale diacono di Santa Maria in Via Lata    | Legato pontificio in Francia                                                                      |          | 06/1182    |
| Migliore di Pisa, O.S.B.Vall.         | Repubblica di Pisa           | Cardinale presbitero dei Santi Giovanni e Paolo | Camerlengo emerito di Santa Romana Chiesa; Arcidiacono di Laon e Reims                            | 1135 ca. | 03/1185    |
| Adelardo Cattaneo                     | Marca di Verona              | Cardinale presbitero di San Marcello            | Canonico del capitolo della cattedrale di Verona                                                  | 1122     | 03/1185    |
| Gerardo Allucingoli                   | Repubblica di Lucca          | Cardinale diacono di Sant'Adriano al Foro       | Rettore di Benevento                                                                              |          | 06/1182    |
| Graziano                              | Repubblica di Pisa           | Cardinale diacono dei Santi Cosma e Damiano     | Legato pontificio in Inghilterra; nipote di Papa Eugenio III                                      |          | 03/1178    |

### Cardinali assenti
| Nome                      | Luogo di nascita        | Titolo cardinalizio                                             | Ruolo                                                                                  | Nascita | Concistoro |
| ------------------------- | ----------------------- | --------------------------------------------------------------- | -------------------------------------------------------------------------------------- | ------- | ---------- |
| Henri de Marsiac, O.Cist. | Regno di Francia        | Cardinale vescovo di Albano                                     | Legato pontificio in Francia; Abate emerito di Chiaravalle                             | 1136    | 03/1179    |
| Albino da Milano          | Libero comune di Milano | Santa Croce in Gerusalemme                                      | Canonista                                                                              |         | 06/1182    |
| Guillaume de Champagne    | Regno di Francia        | Cardinale presbitero di Santa Sabina; Cardinale Protopresbitero | Arcivescovo di Reims; Reggente del Regno di Francia; Arciprete della Basilica Vaticana | 1135    | 03/1179    |
| Rogerio O.S.B. Cas.       | Stato Pontificio        | Cardinale presbitero di Sant'Eusebio                            | Arcivescovo metropolita di Benevento                                                   |         | 03/1178    |